# 遠い国から来た男
『遠い国から来た男』（とおいくにからきたおとこ）は、TBS系列で、2007年7月23日の21:00 - 22:54（JST）に、『月曜ゴールデン』枠内にて放送された単発テレビドラマ。脚本は山田太一。

## キャスト
- 津山雄作：仲代達矢
- 岡野典子：栗原小巻
- 岡野卓己：杉浦直樹 ※撮影終了後、病に倒れ、結果的に本作が遺作となった。
- 矢川香：高野志穂
- 小室等

## スタッフ
- 脚本：山田太一
- 音楽：小室等
- 演出：高橋一郎
- プロデューサー：森下和清

| スタブアイコン | サブスタブ | この項目は、まだ閲覧者の調べものの参照としては役立たない、テレビ番組に関連した書きかけの項目です。この項目を加筆・訂正などしてくださる協力者を求めています（P:テレビ/PJ:放送または配信の番組）。 |